# Gertrude Mongella
Gertrude Ibwengwe Mongella, surnommée Mama Peking, née en 1945, est une professeure, femme politique et diplomate tanzanienne. Elle a été haute fonctionnaire de l'Organisation des Nations unies.
Elle est conseillère spéciale du secrétaire exécutif de la CEA et du directeur général de l'UNESCO. Elle est la fondatrice de Advocacy for Women in Africa (AWA). Elle a été la première présidente du Parlement panafricain.

## Biographie

### Enfance, formation et débuts
Gertrude Mongella naît en 1945 sur une petite île du lac Victoria, en Tanzanie. Après l'obtention de son diplôme d'enseignante à l'université de Dar es Salam, elle travaille dans plusieurs ministères, entre autres pour Julius K. Nyerere et Ali H. Mwinyi.

### Carrière
En 1985, elle devient vice-présidente de la Conférence mondiale des femmes. En 1989, elle représente la Tanzanie à la Commission sur le statut des femmes. Elle y est à la tête de la commission d’information créée pour travailler sur l’élimination de la discrimination à l’égard des femmes. En 1990, elle devient haut fonctionnaire des Nations unies. En 1991, elle se rend en Inde en qualité de haut-commissaire de la Tanzanie. De 1993 à 1995, elle est secrétaire générale adjointe des Nations unies et secrétaire générale à la quatrième Conférence mondiale sur les femmes à Pékin,,.  Sa contribution lors de cette conférence lui a valu le surnom de « Mama Peking ». De mars 2004 à 2010, elle est présidente du nouveau Parlement panafricain,, institution consultative de l'Union africaine. Elle est membre du Réseau des femmes africaines dirigeantes. Elle en a présidé la séance inaugurale en septembre 2004. Elle est désignée présidente du Comité consultatif international de l'Organisation de la presse africaine (APO) en 2008.